# Cuarto para las cuatro I
Cuarto para las cuatro (Volumen I) es el nombre del cuarto álbum de estudio del grupo mexicano Jeans. Fue lanzado al mercado por BMG en 2001. El álbum se grabó en España y tuvo como sencillos: «Entre azul y buenas Noches», «Corazón confidente», «Azul» y «Enamorada».
Este álbum marcó el debut de Dulce María como la nueva integrante, y también fue el único álbum en el que participó, ya que abandonó el grupo en junio de 2002. A su vez, fue el último álbum en el que participó Regina, ya que abandonó el grupo en agosto de 2002, luego de 3 años de haber pertenecido a él.

## Lista de canciones
| Cuarto para las cuatro I |                                            |          |  |
| N.º                      | Título                                     | Duración |  |
| 1.                       | «Nadie me entiende»                        | 4:19     |  |
| 2.                       | «Azul»                                     | 5:05     |  |
| 3.                       | «Mensajes en botellas»                     | 3:49     |  |
| 4.                       | «Contigo a muerte»                         | 5:20     |  |
| 5.                       | «El amor que esta naciendo»                | 4:30     |  |
| 6.                       | «Siempre amigas»                           | 3:07     |  |
| 7.                       | «Entre azul y buenas noches»               | 4:34     |  |
| 8.                       | «Enamorada»                                | 3:22     |  |
| 9.                       | «Nunca olvides que te quiero»              | 4:41     |  |
| 10.                      | «Corazón confidente»                       | 4:06     |  |
| 11.                      | «Mañana»                                   | 4:03     |  |
| 12.                      | «Así me gusta (That's the Way, I Like It)» | 3:22     |  |

- Datos: Q5793314